# 里奇山
79°47′S 158°48′E / 79.783°S 158.800°E
里奇山（英語：Mount Rich）是南極洲的山峰，位於奧次地，屬於布朗山脈的一部分，以威靈頓維多利亞大學探險隊的地質學家命名，現時由南極條約體系管理。